# Oekraïne op de Olympische Jeugdzomerspelen 2010
Oekraïne nam deel aan de Olympische Jeugdzomerspelen 2010 in Singapore, de eerste editie van de Olympische Jeugdspelen.

## Medailleoverzicht
| Sport                                                                    | Olympiër             | Discipline                    | Medaille |
| ------------------------------------------------------------------------ | -------------------- | ----------------------------- | -------- |
| Atletiek                                                                 | Igor Lyashchenko     | 10 km snelwandelen (m)        | Goud     |
| Atletiek                                                                 | Kateryna Derun       | speerwerpen (v)               | Goud     |
| Gymnastiek                                                               | Oleksandr Satin      | trampoline (m)                | Goud     |
| Gymnastiek                                                               | Oleg Stepko          | brug (m)                      | Goud     |
| Gymnastiek                                                               | Oleg Stepko          | paard voltige (m)             | Goud     |
| Schietsport                                                              | Denys Kushniro       | 10 m luchtpistool (m)         | Goud     |
| Zwemmen                                                                  | Andrii Govorov       | 50 m vrij (m)                 | Goud     |
| Zwemmen                                                                  | Andrii Govorov       | 50 m vlinder (m)              | Goud     |
| Zwemmen                                                                  | Daryna Zevina        | 100 m rug (v)                 | Goud     |
| Gymnastiek                                                               | Oleg Stepko          | vloer (m)                     | Zilver   |
| Gymnastiek                                                               | Oleg Stepko          | meerkamp (m)                  | Zilver   |
| Kanovaren                                                                | Anatolii Melnyk      | C1 sprint (m)                 | Zilver   |
| Roeien                                                                   | Nataliia Kovalova    | skiff (v)                     | Zilver   |
| Schoonspringen                                                           | Oleksandr Bondar     | 3 m plank (m)                 | Zilver   |
| Schoonspringen                                                           | Oleksandr Bondar     | 10 m toren (m)                | Zilver   |
| Taekwondo                                                                | Iryna Romaldanova    | tot 44 kg (v)                 | Zilver   |
| Worstelen                                                                | Olexandr Lytvynov    | grieks-romeins, tot 58 kg (m) | Zilver   |
| Zwemmen                                                                  | Daryna Zevina        | 50 m rug (v)                  | Zilver   |
| Atletiek                                                                 | Viktor Chernysh      | hoogspringen (m)              | Brons    |
| Atletiek                                                                 | Ganna Shelekh        | polsstokhoogspringen (v)      | Brons    |
| Atletiek                                                                 | Ganna Aleksandrova   | hink-stap-springen (v)        | Brons    |
| Atletiek                                                                 | Olena Kolesnychenko  | 400 m horden (v)              | Brons    |
| Atletiek                                                                 | Oksana Ratia         | 2000 m steeple (v)            | Brons    |
| Gewichtheffen                                                            | Kostyantyn Reva      | tot 85 kg (m)                 | Brons    |
| Judo                                                                     | Kseniya Darchuk      | tot 78 kg (v)                 | Brons    |
| Kanovaren                                                                | Anatolii Melnyk      | C1 slalom (m)                 | Brons    |
| Moderne vijfkamp                                                         | Anastasiya Spas      | meisjes                       | Brons    |
| Schietsport                                                              | Serhiy Kulish        | 10 m luchtgeweer (m)          | Brons    |
| Schoonspringen                                                           | Viktoriya Potyekhina | 3 m plank (v)                 | Brons    |
| Taekwondo                                                                | Maksym Dominshyn     | tot 73 kg (m)                 | Brons    |
| Worstelen                                                                | Karyna Stankova      | vrije stijl, tot 70 kg (v)    | Brons    |
| Zwemmen                                                                  | Daryna Zevina        | 200 m rug (v)                 | Brons    |
| Judo                                                                     | Dymtro Atanov        | tot 55 kg (m)                 | Brons    |
| Als lid van een gemengd landenteam (telt niet mee voor landenklassement) |                      |                               |          |
| Moderne vijfkamp                                                         | Anastasiya Spas      | gemengd team                  | Goud     |
| Judo                                                                     | Kseniya Darchuk      | gemengd team                  | Brons    |

Afghanistan · Albanië · Algerije · Amerikaanse Maagdeneilanden · Amerikaans-Samoa · Andorra · Angola · Antigua en Barbuda · Argentinië · Armenië · Aruba · Australië · Azerbeidzjan · Bahama's · Bahrein · Bangladesh · Barbados · België · Belize · Benin · Bermuda · Bhutan · Bolivia · Bosnië en Herzegovina · Botswana · Brazilië · Britse Maagdeneilanden · Brunei · Bulgarije · Burkina Faso · Burundi · Cambodja · Canada · Centraal-Afrikaanse Republiek · Chili · China · Chinees Taipei · Colombia · Comoren · Congo-Brazzaville · Congo-Kinshasa · Cookeilanden · Costa Rica · Cuba · Cyprus · Denemarken · Djibouti · Dominica · Dominicaanse Republiek · Duitsland · Ecuador · Egypte · El Salvador · Equatoriaal-Guinea · Eritrea · Estland · Ethiopië · Fiji · Filipijnen · Finland · Frankrijk · Gabon · Gambia · Georgië · Ghana · Grenada · Griekenland · Groot-Brittannië · Guam · Guatemala · Guinee · Guinee‑Bissau · Guyana · Haïti · Honduras · Hongarije · Hongkong · Ierland · IJsland · India · Indonesië · Irak · Iran · Israël · Italië · Ivoorkust · Jamaica · Japan · Jemen · Jordanië · Kaaimaneilanden · Kaapverdië · Kameroen · Kazachstan · Kenia · Kirgizië · Kiribati · Koeweit · Kroatië · Laos · Lesotho · Letland · Libanon · Liberia · Libië · Liechtenstein · Litouwen · Luxemburg · Macedonië · Madagaskar · Malawi · Malediven · Maleisië · Mali · Malta · Marshalleilanden · Marokko · Mauritanië · Mauritius · Mexico · Micronesië · Moldavië · Monaco · Mongolië · Montenegro · Mozambique · Myanmar · Namibië · Nauru · Nederland · Nederlandse Antillen · Nepal · Nicaragua · Nieuw-Zeeland · Niger · Nigeria · Noord-Korea · Noorwegen · Oeganda · Oekraïne · Oezbekistan · Oman · Oostenrijk · Oost‑Timor · Pakistan · Palau · Palestina · Panama · Papoea-Nieuw-Guinea · Paraguay · Peru · Polen · Portugal · Puerto Rico · Qatar · Roemenië · Rusland · Rwanda · Saint Kitts en Nevis · Saint Lucia · Saint Vincent en Grenadines · Salomonseilanden · Samoa · San Marino · Sao Tomé en Principe · Saoedi-Arabië · Senegal · Servië · Seychellen · Sierra Leone · Singapore · Slovenië · Slowakije · Soedan · Somalië · Spanje · Sri Lanka · Suriname · Swaziland · Syrië · Tadzjikistan · Tanzania · Thailand · Togo · Tonga · Trinidad en Tobago · Tsjaad · Tsjechië · Tunesië · Turkije · Turkmenistan · Tuvalu · Uruguay · Vanuatu · Venezuela · Verenigde Arabische Emiraten · Verenigde Staten · Vietnam · Wit-Rusland · Zambia · Zimbabwe · Zuid-Afrika · Zuid-Korea · Zweden · Zwitserland